# Grand Rapids (Manitoba)
Grand Rapids es un pueblo canadiense situado en la provincia de Manitoba.

## Superficie
Grand Rapids tiene una superficie de 74,27 km².

## Demografía
En 2021, tenía 213 habitantes, una densidad poblacional de 2,9 hab./km², y 150 viviendas.